# Monodnaviria
Monodnaviria(лат.) — реалм ДНК-вмісних вірусів. Геном більшості членів реалму представлено кільцевою одноланцюжковою ДНК, яка реплікується за типом котючого кільця, причому ініціація реплікації забезпечується ендонуклеазою з надродини HUH, закодованої в геномах Monodnaviria. До складу реалму також включаються віруси, що походять від «типових» Monodnaviria і мають лінійний геном, представлений одноланцюжковою ДНК, або геном у вигляді кільцевої дволанцюжкової ДНК.
Реалм Monodnaviria було виділено 2019 року та він містить чотири царства: Loebvirae, Sangervirae, Trapavirae і Shotokuvirae. Представники трьох перших царств вражають прокаріотів, а представники царства Shotokuvirae, до складу якого входять й атипові Monodnaviria, інфікують еукаріотів. У ході еволюції представники Monodnaviria, ймовірно, виникали неодноразово і незалежно від лінійних плазмід бактерій та архей, які кодують ендонуклеазу HUH. Члени реалму, що вражають еукаріотів, мабуть, також виникали кілька разів у ході рекомбінації, яка призводила до злиття вищезгаданих плазмід з уривками ДНК, що кодують білки капсиду низки РНК-вмісних вірусів. Більшість вірусів, що мають одноланцюжкову геномну ДНК, входять до складу реалму Monodnaviria.
Прототипні члени реалму часто позначаються як CRESS-ДНК-віруси. Ці віруси викликають широкий спектр захворювань, включаючи зараження господарсько значимих культур рослин, окрім того, вони можуть викликати захворювання і тварин. До атипових представників реалму відносяться, серед інших, папіломавіруси і поліомавіруси, які можуть викликати різні види раку. Багато представників Monodnaviria здатні вбудовуватися в геноми своїх господарів, крім того, серед Monodnaviria є і віруси, що характеризуються високою частотою мутацій і рекомбінацій.

## Етимологія
Назва таксона походить від дав.-гр. μόνος, що означає «одиночний» (відсилання до одноланцюжкової ДНК), і DNA (ДНК), а також стандартного для реалмів наростку -viria.

## Опис

### Ендонуклеазова реплікація
Усі прототипні члени Monodnaviria, за винятком нитчастих бактеріофагів із родини Inoviridae, кодують ендонуклеазу надродини HUH. Ендонуклеази цієї родини містять особливий мотив HUH, який складається з двох залишків гістидину і залишку великої гідрофобної амінокислоти, а також мотив Y, який містить один або два залишки тирозину. У вірусів, чий геном представлений одноланцюгової ДНК (олДНК), ендонуклеазу HUH нерідко називають білком ініціації реплікації або скорочено Rep, оскільки саме з внесення цим ферментом розриву до певної ділянки в геномі запускає реплікацію вірусного генома за типом котючого кільця.
Після того, як вірусна олДНК потрапляє в клітину хазяїна, вона реплікується хазяйською ДНК-полімеразою з утворенням нової форми вірусного геному — дволанцюжкової ДНК (длДНК). Ендонуклеаза HUH розпізнає коротку послідовність на 3'-кінці від вихідної точки реплікації, з якою зв'язується і вносить одноланцюжковий розрив в ланцюг ДНК додатної полярності. При цьому ендонуклеаза також зв'язується з 5'-кінцем розриву за допомогою залишку тирозину, який складає ковалентний зв'язок із цукрофосфатним кістяком ДНК з утворенням фосфотирозину, що пов'язує фермент з вірусною ДНК.
3'-Кінець розриву, що несе гідроксильну групу, служить покликом для хазяйської ДНК-полімерази, щоб та почала реплікацію геному. Реплікація відбувається як подовження вільного 3'-кінця розриву ланцюжка додатної полярності, а ланцюжок від'ємної полярності постає як матриця для реплікації. У міру подовження новосинтезований ланцюжок витісняє вихідний ланцюжок додатної полярності, в котру й було внесено розрив, знову складаючи дволанцюжкову ДНК. Гідроксильна група 3'-OH витісненого ланцюжка потім розриває зв'язок тирозину з ДНК, завдяки чому ланцюжок додатної полярності вивільняється і замикається в кільце, тим самим стаючи копією вірусного геному. Далі слідує черговий цикл реплікації, на початку котрого ендонуклеаза HUH розпізнає ділянку на дволанцюжковій формі ДНК-генома вірусу і вносить до неї розрив, розпочинаючи нове коло реплікації за типом котючого кільця.
Ендонуклеаза HUH може вносити другий розрив у ланцюжок додатної полярності, використовуючи для цього другий залишок тирозину. У ході реплікації може утворюватися конкатемер — кілька копій геному, що йдуть одна за одною у складі однієї молекули ДНК. Після того, як додатний ланцюжок буде повністю витіснено від від'ємного і до нього буде внесено розрив, OH-група на 3'-кінці може утворити зв'язок із фосфотирозином на 5'-кінці, утворюючи повноцінну копію геному у вигляді олДНК. Далі вона може бути переведена у форму длДНК, щоб могла розпочатися транскрипція вірусних генів, використовуватись для нового кола реплікації або бути упакованою у зібрані вірусні капсиди. З одного і того ж кільцевого геному хід реплікації може починатися кілька разів, даючи безліч копій вірусного геному.

### Атипові представники
Атипові представники Monodnaviria реплікуються не за устроєм котючого кільця. Віруси, що мають лінійні геноми у вигляді олДНК, такі як члени родин Parvoviridae і Bidnaviridae, використовують різні стратегії для реплікації. Парвовіруси використовують устрій котючої шпильки (англ. rolling hairpin replication), при якій кінці геному мають петлі у вигляді шпильок, що в ході реплікації розгортаються і знову згортаються, щоб змінити напрямок синтезу ДНК. Завдяки такій реплікації безперервно утворюються нові копії геному у складі одного конкатемера, який потім розрізається на окремі вірусні геноми ендонуклезою HUH. Члени родини Bidnaviridae замість ендонуклеази HUH використовують власну ДНК-полімеразу, спрямовану білками. Вона реплікує геном, представлений двома молекулами ДНК, що упаковуються у два різні віріони. ДНК-полімераза клітини-хазяїна при цьому не використовується.
Деякі члени Monodnaviria, як-то представники родин Polyomaviridae і Papillomaviridae, мають кільцеві длДНК-геноми. Такі віруси включено до складу типу Cossaviricota та використовують двонаправлену реплікацію ДНК з утворенням тета-структур. У цьому випадку реплікація ДНК починається з розкручування длДНК у вихідній точці реплікації на два різні ланцюжки. Далі відбувається складання двох реплікативних вилок і їхнє просування протилежними напрямками. Реплікація завершується, коли дві вилки зустрічаються у ділянці, що протилежить вихідній точці реплікації.

### Інші особливості
Окрім описаного шляху реплікації, представників Monodnaviria з олДНК-геномами зближують деякі інші риси. Їхні капсиди, як правило, мають ікосаедричний вигляд і складаються з одного типу білка (виняток становлять парвовіруси, капсиди котрих складаються з декількох типів білків). В усіх вірусів з олДНК-геномами структуру капсидних білків було проаналізовано з високою роздільною здатністю, білки капсиду містять один мотив желейного рулету (англ. jelly roll).
Переважна більшість вірусів з олДНК-геномами геноми представлені ланцюжками ДНК додатної полярності. Єдиний виняток становлять віруси родини Anelloviridae, які поки що не віднесено до будь-якого реалму та мають олДНК-геноми від'ємної полярності. В усякому разі для початку транскрипції вірусних генів необхідно, аби вірусні геноми були переведені у форму длДНК. Нарешті, всі віруси з олДНК-геномами характеризуються відносно високою частотою генетичної рекомбінації і точкових мутацій, що призводять до замін амінокислот. Рекомбінація олДНК-геномів може відбуватися між близькими спорідненими вірусами, коли один і той же ген реплікується і транскрибується в один і той же час. Ця обставина може призводити до того, що ДНК-полімерази клітини-хазяїна переключаються на реплікацію ланцюжків з від'ємною полярністю, що призводить до рекомбінації. Як правило, рекомбінації торкаються ланцюжка від'ємної полярності і відбуваються поза генами або на їхньому околі, а не в самих генах.
Висока частота точкових мутацій у вірусів з олДНК-геномами незвичайна, оскільки їхнім подвоєнням займаються ДНК-полімерази клітини-хазяїна, що мають особливі механізми коригування помилок реплікації. Точкові мутації можуть відбуватися через те, що вірусна ДНК окиснюється всередині капсиду. Висока частота мутацій і рекомбінацій свідчить, що олДНК-віруси можуть стати небезпечними патогенами.

## Філогенетика
Порівняльний розслід геномів і філогенетичний аналіз послідовностей ендонуклеаз HUH, геліказ надродини 3, а також капсидних білків представників Monodnaviria показав, що вони є поліфілетичною групою і виникали під час еволюції незалежно кілька разів. Ендонуклеази HUH CRESS-ДНК-вірусів є найближчими до тих, що закодовані в маленьких плазмідах бактерій і архей, які реплікуються за устроєм котючого кільця, і походили від цих предкових ферментів щонайменше три рази. Ендонуклеази HUH CRESS-ДНК-вірусів, що інфікують прокаріот, ймовірно, походять від ендонуклеаз, кодованих плазмідами і позбавлених домену S3H, тим часом як у CRESS-ДНК-вірусів, що заражають еукаріот, ці ферменти походять від ендонуклеаз із S3H-доменами.
Капсидні білки CRESS-ДНК-вірусів, що інфікують еукаріот, найближчі до тих, що кодують різні віруси рослин і тварин, геном котрих представлений одноланцюжкової РНК (олРНК) додатної полярності. Ці віруси входять до складу реалму Riboviria. З цієї причини еукаріотичні CRESS-ДНК-віруси, ймовірно, виникали кілька разів унаслідок рекомбінації між ДНК-плазмідами архей і бактерій та комплементарними копіями РНК-вірусів додатної полярності. Таким чином, CRESS-ДНК-віруси можна розглядати як приклад конверґентної еволюції: організми, неспоріднені один до одного, незалежно набули схожих рис.
Віруси з лінійними олДНК-геномами, що входять до складу Monodnaviria, особливо, парвовіруси, ймовірно, походять від CRESS-ДНК-вірусів внаслідок втрати механізмів, що дозволяють замкнути лінійний геном у кільце. Представники Monodnaviria з длДНК-геномами, можливо, походять від парвовірусів внаслідок інактивації ендонуклеазного домену у Rep. Домен HUH як наслідок став просто ДНК-зв'язувальним доменом, а механізм реплікації цих вірусів змінився з устрою котючого кільця на двонаправлену реплікацію. Капсидні білки цих длДНК-вірусів сильно відрізняються один від одного, тому залишається незрозумілим, відбулися вони від капсидних білків парвовірусів або ж від інших джерел. Члени родини Bidnaviridae, геноми яких представлені лінійною олДНК, швидше за все, сталися внаслідок сполуки геному парвовіруса до складу полінтону, при цьому ендонуклеаза HUH була замінена на ДНК-полімеразу полінтону.

## Класифікація
На березень 2020 року до реалму Monodnaviria відносять наступні таксони до класу включно:
- Царство Loebvirae[en] (Вражають тільки бактерій, мають нитчасті або паличкоподібні віріони, капсиди складаються з білка, що містить α-спіралі, кодують АТФазу надродини FtsK[en]-HerA)
  - Тип Hofneiviricota[en]
    - Клас Faserviricetes[en]
- Царство Sangervirae[en] (Вражають тільки бактерій, капсидні білки містять єдиний мотив жилейного рулету, мають білок для транспорту ДНК через оболонку бактеріальної клітини. Ендонуклеази мають монофілетичне походження)
  - Тип Phixviricota[en]
    - Клас Malgrandaviricetes[en]
- Царство Trapavirae[en] (Інфікують лише архей, до складу вірусної оболонки входить білок, що забезпечує злиття[en] мембран)
  - Тип Saleviricota[en]
    - Клас Huolimaviricetes[en]
- Царство Shotokuvirae[en] (Ендонуклеаза на N-кінці має ендонуклеазний домен, а на C-кінці — геліказний домен надродини 3)
  - Тип Cossaviricota[en]
    - Клас Mouviricetes[en]
    - Клас Papovaviricetes[en]
    - Клас Quintoviricetes[en]

  - Тип Cressdnaviricota[en]
    - Клас Arfiviricetes[en]
    - Клас Repensiviricetes[en]

До складу Monodnaviria входить переважна більшість вірусів з олДНК-геномами, які відносяться до групи II класифікації вірусів за Балтімором. Зі 16 родин вірусів з геномами у вигляді олДНК до Monodnaviria не належать лише родини Anelloviridae, Finnlakeviridae (передбачуваний член реалму Varidnaviria) та Spiraviridae. Представники Monodnaviria з длДНК-геномами відносяться до групи I класифікації Балтімора. Родина Anelloviridae, можливо, усе ж таки відноситься до Monodnaviria, бо вони морфологічно близькі до вірусів родини Circoviridae. Було висловлено припущення, що Anelloviridae відносяться до CRESS-ДНК-вірусів із геномами від'ємної полярності, хоча зазвичай вони мають геноми додатної полярності.

## Взаємодія з хазяїном
CRESS-ДНК-віруси, що інфікують еукаріот, є збудниками багатьох хвороб. Родини вірусів рослин Geminiviridae і Nanoviridae містять збудники захворювань господарсько важливих рослин і завдають істотної шкоди рослинництву. Віруси родини Circoviridae, що вражають тварин, викликають дихальні та кишкові інфекції, а також хвороби репродуктивної системи. Віруси сімейства Bacilladnaviridae вражають переважно діатомові водорості та відіграють істотну роль у регуляції цвітіння водойм. Атипові члени реалму також викликають низку хвороб. Парвовіруси викликають смертельну інфекцію у собак та п'яту хворобу в людей. Папіломавіруси і поліомавіруси викликають різні види раку та інші захворювання. Зокрема, поліомавіруси викликають карциному клітин Меркеля, а папіломавіруси викликають рак репродуктивних органів і призводять до появи бородавок.
Ендонуклеази HUH, або білки Rep, не мають гомологів серед клітинних організмів, тому за їхню наявністю в клітинних геномах можна складати висновки про факт вбудовування (ендогенізації) вірусу з реалму Monodnaviria в геном хазяїна. Таким чином, геноми представників Monodnaviria можуть бути знаряддям горизонтального перенесення генів. Найчастіше ознаки ендогенізації виявляються у рослин, проте їх також знайшли в геномах тварин, грибів і протистів. Ендогенізація могла відбуватися за допомогою інтегрази та транспозази або апарату рекомбінації клітини-хазяїна. Деякі Monodnaviria злучилися з геномами своїх хазяїнів досить давно. Так, деякі члени родин Circoviridae і Parvoviridae інтегрувалися в геноми своїх хазяїнів принаймні 40–50 мільйонів років тому.

## Історія вивчення
Перші згадки про вірус, що входив би до реалму Monodnaviria, відносяться до 752 року, коли японська Імператриця Кокен написала вірш, в якому описала захворювання сідача (Eupatorium), що супроводжується пожовтінням або зникненням жилок у листках і, ймовірно, викликане вірусом родини Geminiviridae. Через багато століть, 1888 року, в Австралії було відзначено спалах пошесті птахів, викликаний вірусом роду Circovirus і виявляється у втраті оперення. Першим розслідуваним вірусом із групи CRESS-ДНК, що вражає тварин, став цирковірус свиней, який було описано 1974 року. 1977-го було докладно охарактеризовано геном вірусу золотої мозаїки бобових (англ. Bean golden mosaic virus). З початку 1970-их років було описано безліч родин представників Monodnaviria, першою з котрих стала родина Parvoviridae.
Останніми роками завдяки метагеномному аналізу морських відкладень і фекаліїв стало зрозуміло, що віруси з геномами як олДНК дуже поширені у природі. У 2015–2017 роках було встановлено родинні зв'язки між вірусами групи CRESS-ДНК[4], і 2019 року було запропоновано виділення реалму Monodnaviria, до якого увійшли CRESS-ДНК-віруси та групи вірусів, що походять від них. Незважаючи на поліфілітичне походження, представники реалму мають безліч загальних ознак.